# جاك سي روبينسون
جاك سي روبينسون (بالإنجليزية: Jack C. Robinson)‏ (مواليد 22 سبتمبر 1922 - الوفاة 25 أكتوبر 1942) عسكري قتل في الحرب العالمية الثانية.

## السيرة الذاتية
ولد جاك سي روبينسون في جورجيا الولايات المتحدة وعندما بلغ السابعة عشرة من عمره أنضم إللي صفوف الجيش الأمريكي وشارك في الحرب في الحرب العالمية الثانية وقتل في ما يعرف بأسم حملة جوادالكانال وبعد وفاته أخذ وسام النجمة الفضية .